# Оккультная или точная наука?
«Оккультная или точная наука?» (англ. Occult or Exact Science?) — статья Елены Петровны Блаватской, опубликованная двумя частями в апреле и мае 1886 года в теософском журнале «The Theosophist». Вошла в 7-й том собрания сочинений автора, в 1995 году был опубликован её русский перевод.

## Исследование содержания

### Про бессилие науки
Калнитски писал, что в XIX веке на Западе было три общепризнанных области знания: наука, религия и философия. Несмотря на их различие, предполагалось, что они — самые надёжные и авторитетные источники знания, способные дать фундаментальное представление о действительности. Блаватская же полагала, что, хотя все эти категории имеют как экзотерическую, так и эзотерическую сторону, доминирующее мировоззрение западного общества было полностью экзотерическим, в то время как эзотерическая ориентация, по её мнению, была более разумной и поэтому заслуживающей общественного одобрения.
В начале своей статьи Блаватская констатирует различие между «современной наукой» и «эзотерической наукой», утверждая, что методология последней является предпочтительной, потому что она держится на более общей и прочной основе.

«Каждое новое открытие современной науки подтверждает истины, провозглашаемые древней философией. Истинному оккультисту неведомы такие научные проблемы, которые не могла бы разрешить эзотерическая наука при условии правильного подхода к ней».
Таким образом, Блаватская рассматривает современную науку как частный случай, или вариант, «древней философии», которая, как синтезирующее мировоззрение, включает в себя «эзотерическую науку». Это позиция «истинного оккультиста», который уверен в решении любой проблемы при надлежащем использовании эзотерической методологии.
Блаватская критикует перспективы современной науки, не соглашаясь с утверждением, что власть над материей является реальной научной задачей. Она предполагает, что замена слова «материя» на термин «дух» была бы здесь уместна. Затем она хочет показать, что знания только лишь материи не достаточно для целей истинной науки, потому что это не позволяет адекватно объяснить даже простейшие явления природы. Блаватская отмечает, что хорошо известные общественности спиритические явления показывают необходимость пересмотра стереотипных оценок. Она утверждает, что существует другая форма «доказательства» существования экстрасенсорных способностей, приводя примеры, когда приём наркотических средств якобы позволял демонстрировать такие способности.
Она пишет:

Без сомнения, возможности человеческой фантазии велики; и вряд ли кто-то усомнится в том, что даже самый здоровый человеческий мозг не застрахован от иллюзий и галлюцинаций, кратковременных или долговременных, возникающих в силу естественных причин или вызываемых искусственно. Но, помимо этих «аномальных» явлений, все-таки существуют ещё и естественные феномены; и этот факт постепенно начинает проникать даже в академические учёные мозги.
Признавая потенциальные «ошибки», присущие воображению, и ненадёжность «иллюзий и галлюцинаций», Блаватская всё же пытается обрести «марку легитимности» из авторитетных научных источников, которые могут подтвердить, что экстрасенсорные способности действительно существуют. Это было в теософии постоянной целью, хотя и неявной и всегда сопровождавшейся недоверием к научному подходу. С одной стороны, Блаватская даёт повод для примирения с учёными, а с другой — продолжает их обличать. Следующие её слова демонстрируют желание показать, что научное подтверждение экстрасенсорного восприятия вполне возможно:

«Феномены гипнотизма, телепатии и вызывания ощущений [на расстоянии], часто пересекающиеся друг с другом в процессе своего оккультного проявления в нашем феноменальном мире, наконец-то смогли привлечь к себе внимание некоторых крупных учёных».
Блаватская демонстрирует двойственный подход в своей интерпретации таких явлений, различая «их оккультное существование» и их проявление «в нашем феноменальном мире». Видимо, это означает, что существует ноуменальная сфера реальности, которая является основой феноменального мира. Кроме того, утверждение, что «некоторые крупные учёные» проявили интерес к различным формам ЭСВ, очевидно, свидетельствует о том, что большинство учёных не заинтересовалось этим, и что широкого распространения общепризнанной точки зрения на их природу не произошло. В частности, она критикует выводы доктора Шарко и некоторых других учёных Франции, Англии, России, Германии и Италии, которые «исследовали, экспериментировали и теоретизировали» на протяжении более пятнадцати лет.

«Всё, что они смогли предложить широкой публике, жаждущей познать истинную, внутреннюю природу этих феноменов, порождающую их причину и их подлинный генезис, это то, что сверхчувствительные люди, производящие указанные феномены, все поголовно страдают истерией! Что все они — психопаты и невротики; и это — единственная, чисто физиологическая причина, вызывающая всё бесконечное многообразие отмеченных феноменальных проявлений».

### О рамках научного метода
Учёные, пытающиеся исследовать спорные паранормальные явления, оказываются в ситуации полнейшего бессилия не по своей вине. У них просто нет соответствующего набора концептуальных «инструментов» для правильного подхода к этим явлениям. Без предварительного ознакомления с оккультными принципами и принятия хотя бы в качестве рабочей гипотезы понятия о тонких мирах природы наука не в состоянии выявить истинной глубины и масштаба универсальных законов, лежащих в основе всех космических процессов. Ортодоксальные учёные-материалисты ограничены рамками своих дисциплин, и поэтому им требуется новая ориентация на основе привлечения оккультных знаний. Тем не менее, по мнению Блаватской, даже признав законность оккультной гипотезы, они не смогут довести свои исследования до конца.

«Это означает, что, достигнув в своих экспериментах определённого предела, они необходимо должны остановиться и объявить свою задачу полностью выполненной, передавая тем самым дальнейшее изучение феноменов в руки трансценденталистов и философов».
Обращаясь к рассмотрению противоречивых мнений по поводу паранормального опыта, Блаватская говорит, что научное признание гипотезы о сущности психических явлений не исключается, но неизбежна дискуссия в отношении вызывающих их причин. Она утверждает также, что теософскую позицию отстоять труднее, чем спиритическую, потому что теософы категорически отвергают как материалистическую теорию, так и веру в духов, представленную в традиционном спиритуалистическом подходе. Блаватская классифицирует спиритов как «идеалистов», а учёных — как «материалистов», полностью убеждённых в том, что современная наука может соответственно или подтвердить, или опровергнуть подлинность царства духов. Но те, кто верит в способность науки принять оккультные представления, будет разочарован, потому что её современная методология просто не позволяет это сделать.

«И пока современная наука не будет полностью перестроена, она не сможет извлечь для себя пользу из оккультных учений, поскольку истолковать оккультные феномены, используя исключительно традиционные научные методы, раз в десять сложнее, чем найти разумное объяснение феноменальным проявлениям чисто спиритуалистического характера».
Блаватская считает, что современные научные методы должны быть переосмыслены и реконструированы, чтобы стало возможным изучение явлений, которые не могут быть адекватно объяснены с позиций материализма. Она выражает своё разочарование в связи со сложившимся положением дел, сомневаясь в достижении какого-либо прогресса. После десяти лет внимательного слежения за дискуссией она не верит в возможность объективного и беспристрастного исследования паранормальных явлений, не говоря уже о реальном пересмотре устоявшихся научных взглядов и принятии более адекватной оккультной теории. Те немногие ученые, которые могли бы поверить в подлинность таких явлений, не воспринимают гипотезы, выходящие за рамки спиритических представлений. Даже испытывая сомнения в истинности материалистического мировоззрения, они не в состоянии перейти от спиритизма к оккультной теории. При исследовании необъяснимой стороны природы их уважение к традиционной научной ортодоксии всегда преобладает над их личными воззрениями. Таким образом, по мнению Блаватской, необходимым условием объективности является смена убеждений и непредвзятость.
Рассматривая методологию науки, Блаватская понимает, что индуктивный подход, основанный на данных, поставляемых физическими чувствами, не может адекватно обеспечить надёжный способ исследования аномальных явлений.

«Наука (я имею в виду западную науку) тоже обязана придерживаться определённых принципов. Она гордится своею способностью производить наблюдения и анализ и делать на их основе выводы и заключения. Поэтому, когда в её поле зрения попадает какой-нибудь аномальный феномен, она обязана разложить его весь по полочкам или же вовсе отступиться от него. Причём проводить свои исследования учёные могут только в соответствии с обязательными для них индуктивными методами, основанными прежде всего на показаниях физических чувств».
Признавая научный метод исследования и все трудности его применения к аномальным явлениям, Блаватская отмечает, что в некоторых случаях учёные, будучи не в состоянии самостоятельно объяснить феномены, находящиеся за пределами их познаний, обращаются в полицию. Она пишет, что, например, в Лоудуне, Морцине, Салеме и в других местах в ситуации, возникающие в связи с неадекватным пониманием психических явлений, вмешивались органы местной полиции. И при этом, говорит она, только в немногих случаях проводится объективное расследование. Чаще же всего свидетельства очевидцев не принимаются во внимание, достоверными признаются только доводы критиков, потому что считается, что они защищают установленные научные принципы.

### Против этики материалистов
Плоды материалистического научного мировоззрения, достигая сферы практических интересов людей, формируют их этику. Блаватская видит прямую логическую связь между верой в бездушную механистическую вселенную и тем, что представляется ей как сугубо эгоистическое отношение к жизни.

«Теоретическая материалистическая наука не признаёт ничего, кроме материи. Материя — её святыня, её единственный Бог». С другой стороны, нам говорят, что практический материализм не интересуется ничем иным, кроме того, что прямо или косвенно направлено на достижение личного блага. «Золото — его идол», — справедливо отмечает профессор Бутлеров (спиритуалист, который, впрочем, никогда не признавал даже самые элементарные оккультные истины, потому что "не мог их понять"). «Сгусток материи, — добавляет он далее, — излюбленная субстанция теоретических материалистов — превратился в нечистых руках этического материализма в сгусток грязи. И если первые придают лишь очень небольшое значение тем внутренним (психическим) состояниям человека, которые недостаточно определённо проявляют себя во внешнем мире, то последний вообще игнорирует любые внутренние состояния жизни... Духовный аспект жизни не имеет никакого значения для практического материализма, поскольку мир ограничивается для него исключительно внешней своей стороной. Преклонение перед внешними явлениями получило наиболее исчерпывающее обоснование именно в догмах узаконившего его материализма».
Блаватская недвусмысленно выражает своё крайнее презрение по отношению к ценностям «практических материалистов». Она обличает идейные основы теоретического материализма и его игнорирование духовной составляющей реальности. Это отвращение к полной бездуховности материализма отражает её «безоговорочно гностическую» этическую позицию. Материально-телесные и эгоистические интересы не совместимы с идеализированным миром духа и трансцендентальной целью мистического просветления. Практические материалисты, даже исповедующие соблюдение морального кодекса, не перестают быть «этическими материалистами». По мнению Калнитски, радикальный «гностический дуализм» Блаватской не допускает компромиссов или других вариантов. Таким образом, эзотерическое видение реальности она считает единственной жизнеспособной альтернативой.
Наука рассматривалась на Западе в качестве доминирующей категории знаний, поэтому для теософов она была не столько врагом, сколько потенциальным союзником. Однако стереотипы материалистического мышления были одним из основных препятствий на пути к эзотерическому представлению реальности. Таким образом, при каждом удобном случае Блаватская пыталась развенчать то, что, как она чувствовала, было для теософии чуждым и ошибочным. Это значило бросить вызов многим из основополагающих принципов, которые поддерживали материалистическую основу науки. Тем не менее, нейтральный и объективный подход науки к анализу фактов казался теософам заслуживающим доверия. Стремление Блаватской применить такой подход к рассмотрению паранормальных и мистических явлений преследовало цель: добиться легитимности и общественного признания теософии.
Скептическая позиция, занятая Блаватской в отношении материалистической науки, была мотивирована её возмущением по поводу игнорирования учёными духовного измерения реальности. С другой стороны, утверждение, что духовные истины могут быть доказаны с научной точки зрения, было постоянной темой заявлений Блаватской. Усилия теософов были направлены на легитимацию всех форм сверхчувственного и мистического опыта.

## Критика
В своей статье Блаватская пытается защитить «псевдонаучную» концепцию экстрасенсорного восприятия. Соловьёв писал, что теософия Блаватской базируется всего лишь «на предположении о существовании какой-то тайной мудрости», и охарактеризовал её как доктрину не только «антирелигиозную» и «антифилософскую», но и «антинаучную».
В 1912 году «Католическая энциклопедия»  охарактеризовала отношение теософии Блаватской к науке так:

«Современная теософия претендует на титул науки: её учения-де являются продуктом мысли, их источник есть сознание, а не какое-то там божественное откровение. <...> Похоже, она представляет собой странную смесь мистики, шарлатанства и бесплодных притязаний на то, чтобы выразить своё учение в словах, одновременно отражающих дух христианской этики и современной науки».

## Публикации
- Occult or Exact Science? (I) (англ.) // The Theosophist : журнал. — Adyar: Theosophical Publishing House, 1886. — April (vol. 7, no. 79). — P. 422—431.
- Occult or Exact Science? (II) (англ.) // The Theosophist : журнал. — Adyar: Theosophical Publishing House, 1886. — May (vol. 7, no. 80). — P. 481—494.
- Occult or Exact Science? // Collected Writings / под ред. B. De Zirkoff. — Wheaton, Ill: Theosophical Publishing House, 1956. — Vol. 7. — P. 55—90.
- Оккультная или точная наука? // Скрижали кармы / Пер. с англ. К. Ю. Бурмистрова. — М.: МЦФ, 1995. — 512 с. — (Е. П. Блаватская). — 20 000 экз. — ISBN 5-88483-004-1.
- Оккультная или точная наука? // Эликсир жизни. — М.: Сфера, 1998. — С. 129—176. — 400 с. — (Белый Лотос).
- Оккультная или точная наука? // Феномен человека. — М.: Сфера, 2004. — 480 с. — (Е. П. Блаватская потомкам). — ISBN 5939751466.

## Комментарии
1. ↑  «The Theosophist», 1886, vol. 7, № 79 (p. 422—431), № 80 (p. 481—494).[1]
2. ↑  В первой части своей статьи Е. П. Блаватская подробно описала несколько феноменов цвето-звукового видения.
3. ↑  Мориа и Кут Хуми, Учителя Блаватской, и она сама часто ссылались на современную науку, точнее, на теории Ч. Дарвина, А. Гейки, У. Доукинса и Джона Фиске.[3]
П. Вашингтон писал, что чучело бабуина, выставленное в нью-йоркской квартире Блаватской, было поименовано, судя по этикетке, профессором Фиске — в честь выдающегося дарвиниста, что «явно выражало» собственную позицию Блаватской: «она ненавидела дарвинизм всей душой».[4]
По мнению Л. В. Фесенковой, дарвинизм стал использоваться в качестве «научного обоснования атеизма», а представители противоположных убеждений, «утверждая тождественность роли этих понятий», призывали бороться против материализма и дарвинизма.[5]
4. ↑  В. А. Трефилов писал: «Не отрицая позитивной роли науки, теоретики теософии подчёркивают её ограниченность. Главная разница между теософической наукой и обычной современной наукой видится в том, что последняя имеет дело лишь с обрывками целого — с физическими явлениями этого и других миров, с тем, что может быть проведено через физический мозг человека и его чувства».[6]
5. ↑  Cit. Blavatsky H. P. Occult or Exact Science?[7]
6. ↑  Блаватская утверждала, что оккультизм не конфликтует с так называемой точной наукой, «если выводы последней основаны на непреложных фактах».[8]
7. ↑  Бердяев писал: «Теософия связана с оккультизмом. Оккультизм же не есть только современная мода, он представляет очень древнюю традицию, проходящую через всю историю человеческого духа. В так называемых оккультных науках совсем не всё есть лишь шарлатанство. Сфера оккультного существует, существует магия как реальная сила в природном мире. И в человеке, и в космосе есть оккультные, скрытые силы, ещё не изученные наукой».[9]
8. ↑  «Западная материалистическая наука не оставляет никакого места ни единому виду духовности и рассматривает духовность как несовместимую с научным мировоззрением. Современные исследования сознания показывают, что духовное начало является исконным и естественным измерением человеческой психики и мироустроения».[10]
9. ↑  «Объективная лабораторная проверка показала, что увеличение экстрасенсорных способностей не является постоянным и стандартным аспектом действия ЛСД. Однако состояния, ведущие к различным паранормальным феноменам и характеризующиеся необычно высоким процентом ЭСВ, входят в состав многих ментальных состояний, которые могут возникать под воздействием этого препарата».[12]
10. ↑  Cit. Blavatsky H. P. Occult or Exact Science?[11]
11. ↑  Ледбитер в своих мемуарах рассказал о нескольких оккультных феноменах, выполненных Блаватской.[13]
12. ↑  Блаватская часто демонстрировала, как можно сочетать «негативное отношение к науке с позитивным».[14]
13. ↑  Cit. Blavatsky H. P. Occult or Exact Science?[16]
14. ↑  Радхакришнан писал, что в индийской психологии «такие психические состояния, как телепатия или ясновидение, не считаются ни анормальными, ни сверхъестественными».[17]
15. ↑  «Концепция бессознательного ЭСВ экспериментально подтверждается серией опытов, в которых сверхчувственные сигналы принимались (т.е. регистрировались физиологическими показателями организма) субъектом, даже не подозревающим об этом. <...> Опыты по обнаружению предвидения являются самым лучшим доказательством существования ЭСВ, так как никакая утечка чувственной информации от объекта, который ещё не существует, невозможна».[18]
16. ↑  Cit. Blavatsky H. P. Occult or Exact Science?[16]
17. ↑  Cit. Blavatsky H. P. Occult or Exact Science?[20]
18. ↑  Cit. Blavatsky H. P. Occult or Exact Science?[21]
19. ↑  «Взаимосвязи между сознанием и материей коренным образом отличаются от той системы представлений, которую навязывает материалистическая наука технологизированных сообществ».[22]
20. ↑  Cit. Blavatsky H. P. Occult or Exact Science?[24]
21. ↑  Конан Дойл рассказал, что в 1876 году в полицейском суде разбиралось дело медиума Генри Слэйда по заявлению профессора Ланкастера, который обнаружил на спиритическом сеансе, якобы, признаки мошенничества. Дойл отметил, что при вынесении судебного решения судья использовал лишь показания Ланкастера и его друга, объяснив это тем, что решение должно «основываться на сведениях, соответствующих известным законам природы».[25]
22. ↑  «В течение последних трёх сотен лет в западной науке господствовала ньютоново-картезианская парадигма. Но с недавних пор многие авторы отмечают, что эта модель послужила важнейшей причиной возникновения и развития планетарного кризиса. Ибо она изображает вселенную как гигантскую полностью предзаданную мега-машину, управляемую механическими законами. Этот образ космоса как некой механической совокупности привёл к убеждению, что он может быть надлежащим образом понят посредством его расчленения на части и последующего их изучения. Возведя материю до положения главного начала во вселенной, западная наука низвела жизнь, сознание и разум до степени её случайных побочных продуктов».[26]
23. ↑  Cit. Blavatsky H. P. Occult or Exact Science?[27]
24. ↑  «В 1871 году А. М. Бутлеров, к ужасу многих своих учёных коллег, организовал первую научную комиссию для исследования медиумических явлений».[28]
25. ↑  Как сказал Платон, вера в то, что после смерти ничего нет, является «благом для порочных».[29]
26. ↑  «Самое распространённое представление в человеческой предыстории и истории (а именно, о существовании духовного измерения бытия) было объявлено просто грандиозной коллективной галлюцинацией. И этот вывод делался с непререкаемым авторитетом науки и с пылом, обратно пропорциональным его правдоподобию. <...> Духовность — это, якобы, глубокое заблуждение, от которого человечество, судя по всему, не могло избавиться в течение примерно миллиона лет, вплоть до недавнего времени, когда всего несколько веков тому назад современность принесла клятву верности эмпирической науке и сразу же решила, что во всём мироздании нет ничего кроме материи».[32]
27. ↑  Всё же, по мнению Н. Гудрик-Кларка, теософия [Блаватской] внесла в западный эзотеризм существенный вклад, в частности, в представление эзотерических идей в контексте современной науки, включая теорию эволюции, геологию, антропологию и расовые теории.[35]